# جزیره نیم
جزیره نیم (به انگلیسی: Nim's Island) فیلمی در ژانر خانوادگی، ماجراجویی، کمدی درام و فانتزی با بازی ابیگیل برسلین، جودی فاستر و جرارد باتلر محصول سال ۲۰۰۸ است.

## داستان
دختر کوچکی به نام نیم بعد از ناپدید شدن مادرش در دریا، به همراه پدرش جک روسو محقق و اقیانوسشناس در یک جزیره زندگی می‌کند. او روزها را اغلب با پدرش، حیوانات دست آموزش مارمولکی به نام فرد، پلیکانی به نام گالیله و یک فوک به اسم سلکی یا خواندن کتاب ماجراهای الکس روور می‌گذراند.
نیم علاقه شدیدی به الکس روور دارد و او را مردی شبیه به پدرش تصور می‌کند.
اما نویسنده واقعی ماجراهای خوش رنگ و لعاب الکس روور کسی نیست جز زنی به نام الکساندرا روور (جودی فاستر) که بر خلاف قهرمانش حتی ار خانه نیز خارج نمی‌شود. الکساندرا که در صدد نوشتن مجلد تازه‌ای از ماجراهای روور است ایمیلی به روسو نوشته و از او می‌خواهد تا اطلاعاتی در زمینه آتشفشان و اقیانوس در اختیار او بگذارد.
ایمیل توسط نیم دریافت می‌شود، چون پدرش جک این بار به تنهایی برای یافتن نمونه‌های از پلانکتون‌ها به دریا رفته است.
طوفان آغاز می‌شود جک به دام آن افتاده و قایقش تخریب می‌شود. همزمان نیم که خود را با قهرمان رویاهایش در تماس می بیند، سعی می‌کند تا اطلاعات لازم را برای الکساندرا تهیه کند. اما این عمل وی منجر به زخمی شدن پایش شده و نتیجه را برای الکساندرا می‌نویسد.
الکساندرا بعد از فهمیدن سن و موقعیت نیم، راهی نمی‌بیند جز اینکه برای کمک به دختر کوچک راهی آن سوی دنیا شده و به جزیره نیم برود. اما این کار اصلاً راحت نیست، چون بر خلاف تصور نیم الکساندرا روور یک زن و مبتلا به ترس از هوای باز است...

## بازیگران
- ابیگیل برسلین
- جودی فاستر
- جرارد باتلر
- آنتونی سیمکو
- آلفونزو مک آلی
- مورگان گریفین